# Andor Földes
Andor Földes (hongarès: Földes Andor)  (Budapest, 21 de desembre de 1913 - Herrliberg, 9 de febrer de 1992) va ser un pianista hongarès de renom internacional nascut a Budapest, que més tard va prendre la ciutadania nord-americana.
Földes va estudiar primer el piano amb la seva mare, Valerie Ipolye, i amb Tibor Szatmari a la seva ciutat natal, Óbuda on era company de Sándor Kuti. Va fer el seu debut públic interpretant un concert de Mozart amb la Filharmònica de Budapest quan tenia 8 anys (1921). Va ingressar a l'Acadèmia de Música Franz Liszt el 1922. Földes va estudiar amb Ernő Dohnányi fins al 1932 i amb Béla Bartók des del 1929. Va debutar als Estats Units en un recital de ràdio el 1940 i el seu debut al recital a l'Ajuntament de Nova York el 1941. El El 3 de novembre de 1947 va interpretar el segon concert per a piano de Béla Bartók en el concert inaugural de la 18a temporada de la "National Orchestral Association", dirigida per Léon Barzin, al "Carnegie Hall" de Nova York el 1947. Va ser la primera interpretació del concert a Nova York, tot i que hi havia hagut actuacions nord-americanes anteriors a Chicago, Pittsburgh i San Francisco.
Els seus col·leccionistes aprecien l'enregistrament del segon concert per a piano de Bartók el 1948, així com un conjunt d'obres de Bartók que va enregistrar per a "Deutsche Grammophon", que va guanyar el "Grand Prix du Disque" i altres premis. Földes va conèixer la seva dona (Lili Rendy), una periodista hongaresa, a Nova York i es van convertir en ciutadans dels Estats Units (cal veure el llibre de la seva dona "Dues al continent" Dutton, 1947). Atès que els seus compromisos de concerts europeus eren més abundants que els americans, ell i la seva dona es van traslladar a Europa, establint-se a Suïssa el 1961. A més d'una gran discografia, que inclou no només Bartók, sinó també obres de Mozart, Beethoven, Brahms, Falla, Debussy, Poulenc, Liszt, Schubert i Rachmaninoff, el senyor Földes va ser l'autor de "Claus del teclat" (1948), un article de la revista Etude (EUA) (desembre de 1953) "Impressions of a Musical Journey to Africa", i un article al "Readers Digest" (novembre de 1986, pàgina 145) "Beethoven's Kiss", també una autobiografia "70 Years on Music's Magic Carpet" (publicada el 2004).
Entre els seus guardons hi ha la Gran Creu del Mèrit, concedida per Alemanya el 1959 per la seva ajuda en la recaptació de fons per a la reconstrucció del Beethoven Halle a Bonn, i la Medalla de Plata de la Ciutat de París, concedida el 1969.
Földes va morir a casa seva a Herrliberg, Suïssa, el 9 de febrer de 1992, després de caure per un tram d'escales. Tenia 78 anys. Aleshores es preparava per impartir una classe magistral de vuit dies a la casa Beethoven de Bonn més tard aquell mateix any.

## Premis
- Pel seu servei a la reconstrucció de la Beethovenhalle a Bonn –per la qual va oferir concerts a Nova York, Londres, Buenos Aires, Bonn i altres ciutats– i com a reconeixement al seu llegat artístic, Andor Földes va ser guardonat amb la Gran Creu de Serveis de l'Alemanya. Bundesrepublik el 1964.
- A França, el 1968, el pianista va ser guardonat amb la distinció "Commandeur du Mérite Artistique et Culturel" per la seva interpretació de Debussy.
- Per les seves gravacions de les obres de piano de Bartók, la Phono-Akademie alemanya va atorgar a Andor Földes el Schallplattenpreis alemany de 1982, en la categoria "Historic Recording".

## Escrits
- Claus del teclat: un llibre per a pianistes, amb música explicativa. Nova York: EP Dutton, 1948. Reeditat, amb una carta introductòria de Sir Malcolm Sargent, Londres i Nova York: Oxford University Press, 1950, 1951, 1964, 1968. Sisena impressió 1972. Traducció a l'alemany, com Wege zum Klavier: Kleine Ratgeber für Pianisten, traduït per Marguerite M. Schlüter, Wiesbaden: Limes-Verlag, 1948, reeditat 1952. Segona edició alemanya, 1963. Tercera edició alemanya 1978, ISBN 3-8090-2141-5. Quarta edició alemanya Wiesbaden i Múnic: Limes, 1986, ISBN 3-8090-2141-5. Cinquena edició alemanya Frankfurt i Berlín: Edició Bergh im Verlag Ullstein. ISBN 3-7163-0223-6. Edició finlandesa, com a Pianonsoiton avaimet, traduïda per Margareta Jalas, Porvooo: WSOY, 1950. Edició holandesa, com a Hoekstenen van het klavierspel, traduïda per Willem Henri Alting van Geusau, amb pròleg de Piet Tiggers, Assen: Born, 1951; segona edició 1953. Edició espanyola, com a Claves del teclado: "Un libro para pianistas", traduïda per F. Walter Liebling, Manuals musicals Ricordi, Buenos Aires: Ricordi Americana, 1958.
- "Two on the Continent" Lilli Földes. Dutton 1947.
- "Current Chronicle: Norway". The Musical Quarterly 35, no. 1 (Gener 1949): 141-46.
- "Impressions of a Musical journey to Africa" Etude Magazine (USA), Desembre 1953.
- "Béla Bartók". Tempo new series, no. 43 (Primavera 1957): 20+22-26.
- "Kodály". Tempo new series, no. 46 (Hivern 1958): 8–11.
- "Reminiscence and Reassessment". The Musical Times 102, no. 1426 (Desembre 1961): 768–69
- Gibt es einen zeitgenössischen Beethoven-Stil? (Hi ha un contemporani. Beethoven-style?) (Limes Verlag, Wiesbaden 1963)
- "Beethoven's Kiss". Readers Digest. Novembre 1986. Pàg. 145.
- Erinnerungen. (Memoirs) (Limes Verlag/im Verlag Ullstein, Frankfurt a.M./Berlin 1993)
- "Seventy Years on Music's Magic Carpet" (Publ. 2004)